# 哈马马特
哈马马特（阿拉伯語： Ḥammāmātⓘ）是一座突尼斯海滨城市，位于突尼斯北部卡本半岛南岸，濒临哈马马特湾。哈马马特分为“麦地那”老城和旅游区两部分。老城为10世由阿拉伯人建造，现仍保持着古代的面貌。现为突尼斯著名的海滨疗养胜地。

## 友好城市
- 法國 讷韦尔

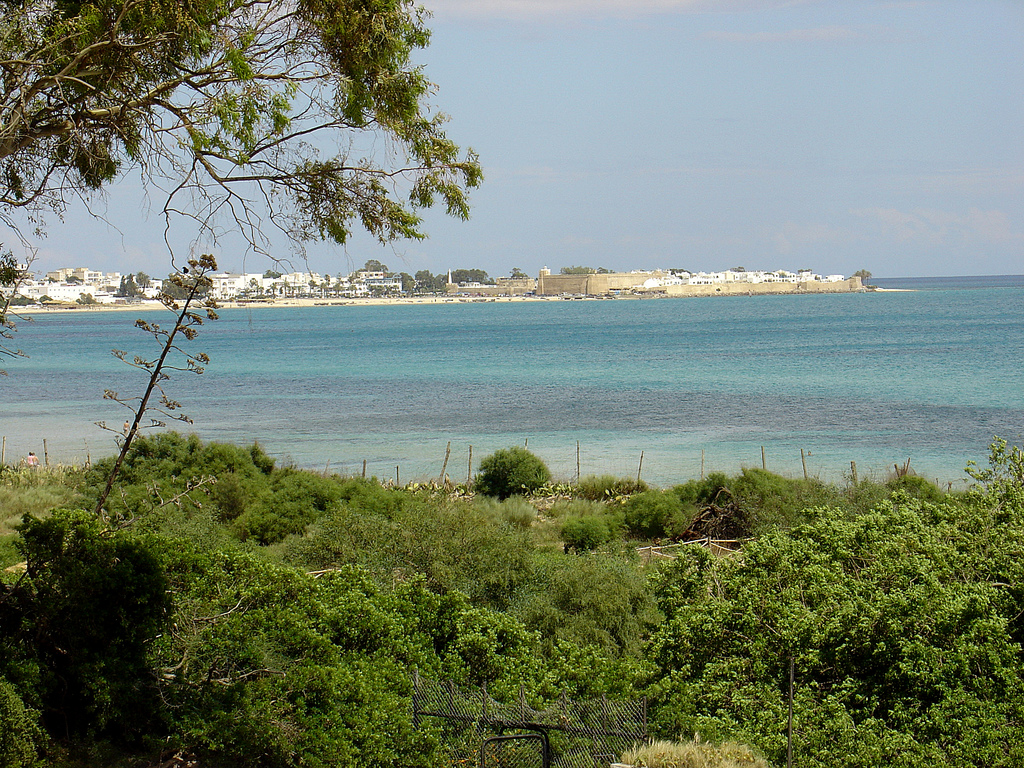
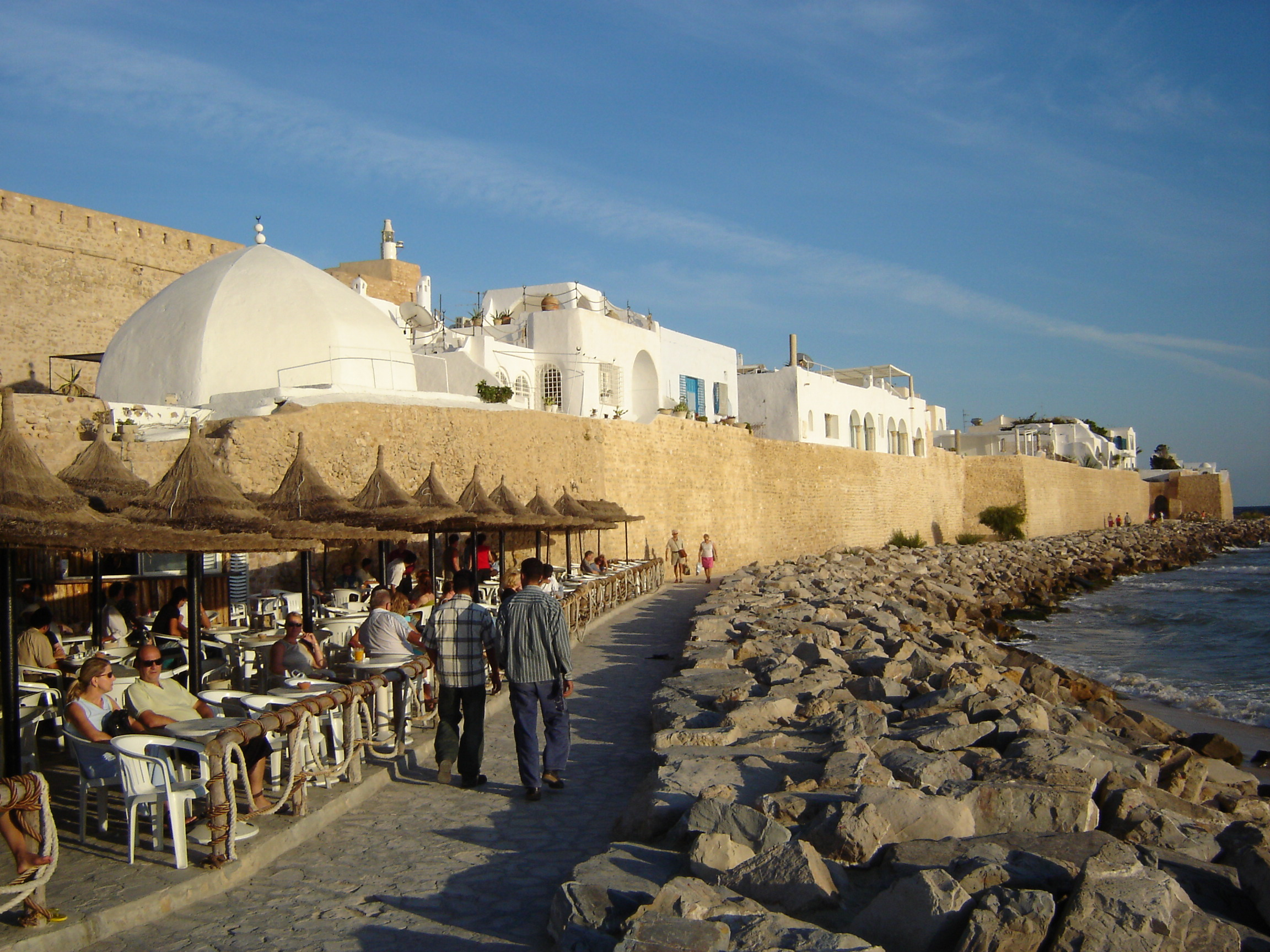
“麦地那”老城
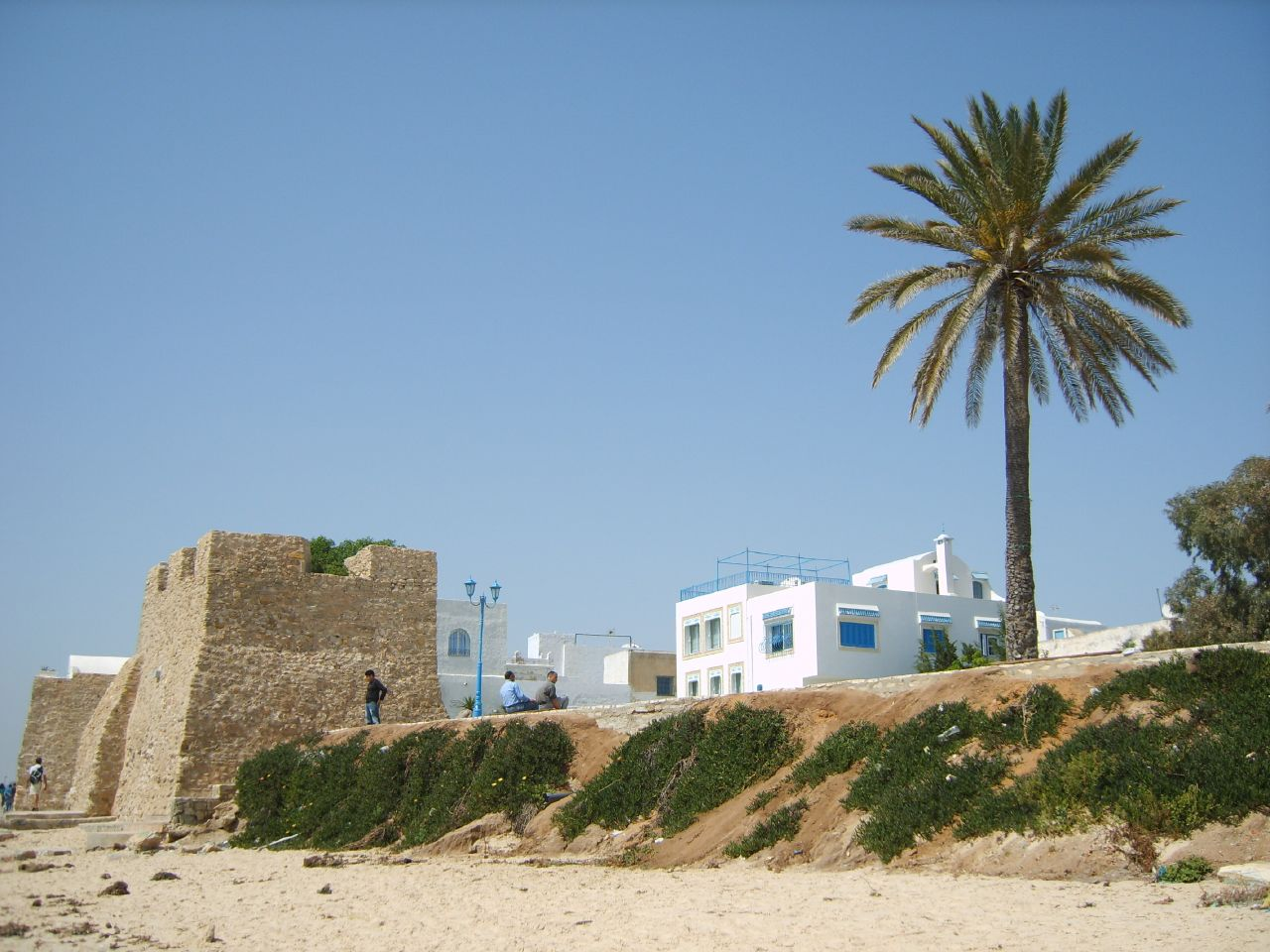
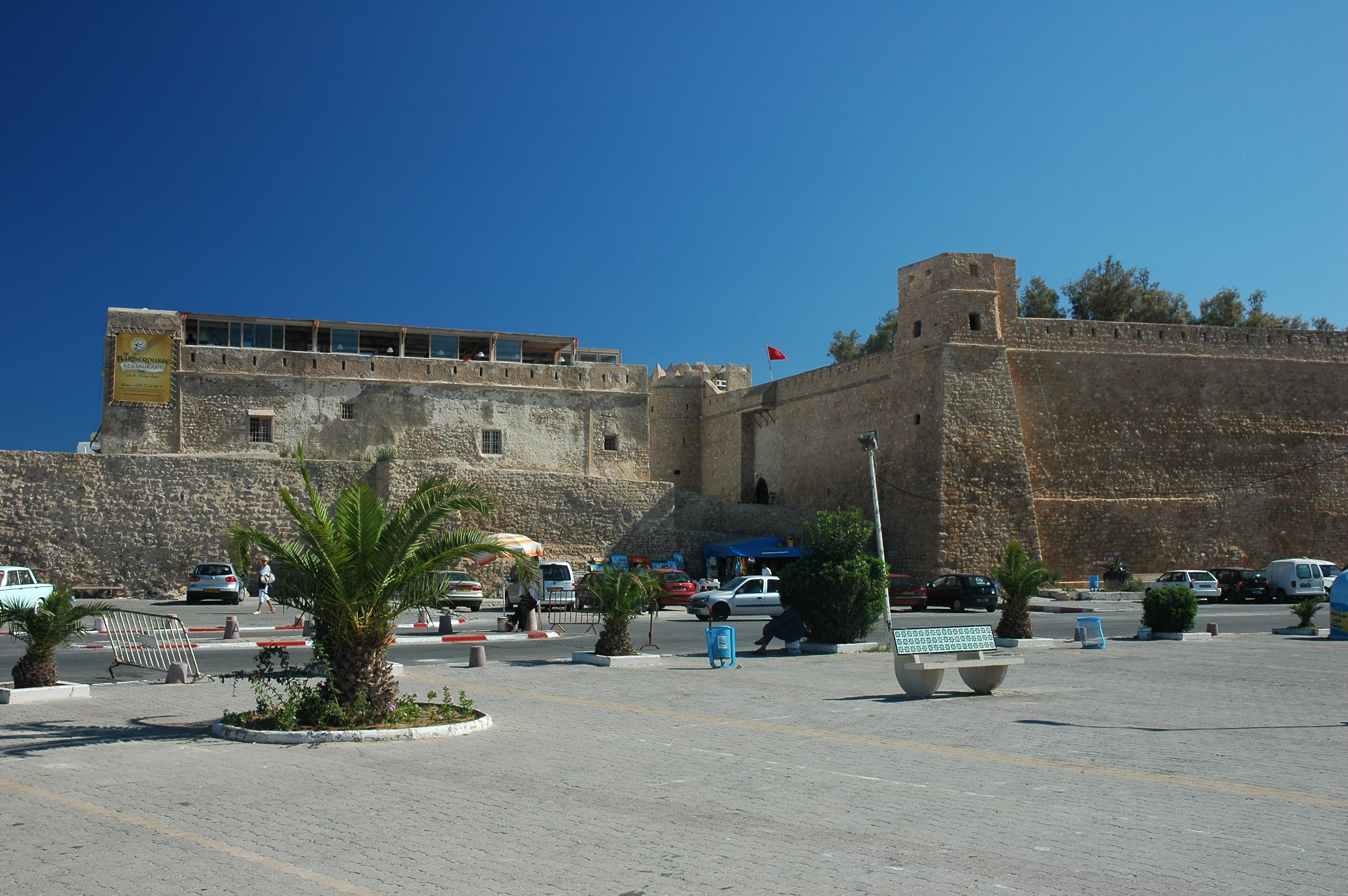